# Europiella decolor
Europiella decolor är en insektsart som först beskrevs av Philip Reese Uhler 1893.  Europiella decolor ingår i släktet Europiella och familjen ängsskinnbaggar. Arten är reproducerande i Sverige. Inga underarter finns listade i Catalogue of Life.